# Sandalj Hranić Kosača
Sandalj Hranić Kosača (?, 1370. – 15. ožujka 1435.), bosanski vojvoda iz plemićke obitelji Kosače. Znatno je proširio obiteljske posjede i ojačao snagu svoga roda te je u svoje vrijeme bio jedan od najmoćnijih velikaša.

## Životopis
Sin je velikog vojvode Hrane Vukovića te nećak i od 1392. godine baštinik velikog vojvode Vlatka Vukovića († 1392.) koji mu je ostavio u nasljedstvo bogatu stečevinu.
U borbama za ugarsko prijestolje nakon smrti Ludovika I. Anžuvinca († 1382.), pristao je, kao i ostatak plemstva u Bosni, uz anžuvinskog kandidata Ladislava Napuljskoga. Umiješao se u feudalne sukobe u Zeti tako što je pomagao Crnojeviće u njihovoj borbi protiv Balšića te je nakon pogibije Radiča Crnojevića naslijedio 1396. godine njegovu baštinu i postao gospodarom Budve, Grbaljske župe i dijela brdskih posjeda. Baštinu Crnojevića držao je do 1398. godine.
Za vrijeme bosansko-dubrovačkog rat 1402. – 1403. godine, iskoristio je težak položaj središnje vlasti te se odmetnuo od kralja i bana Stjepana Ostoje i postao gotovo samostalan vladar. U svibnju 1404. godine, sudjelovao je zajedno s vojvodom Hrvojem Vukčićem i knezovima Jurjem i Pavlom Radivojevićem u svrgavanju Stjepana Ostoje i dovođenju na prijestolje Tvrtka II. Nakon toga, obračunao se s Radičem Sankovićem i prisvojio zemlje Sankovića i imanja od Popova do Nevesinja u Humu.
Godine 1405. dobio je, s bratom Vukcem († 1432.), dubrovačko plemstvo, palaču vojvode Sankovića u gradu, dio njegove zemlje u primorju i pravo azila u Dubrovniku. Iste godine, sklopio je savezništvo s moćnim vojvodom Hrvojem Vukčićem koje je okrunio ženidbom s Katarinom, kćeri hrvatskoga bana Vuka Vukčića Hrvatinića, što mu je donijelo u miraz Ostrovicu i Skradin.
Predvodio je plemiće koji su 1409. godine vratili Stjepana Ostoju na prijestolje. Zbog zaoštrenih odnosa s Hrvojem Vukčićem, raskinuo je brak s Katarinom, prodao Ostrovicu Mlečanima i ustupio Skradin. Do 1410. godine zavladao je prostranim područjem između Drijeva na Neretvi, rijeke Lima te Boke kotorske na jugu. Godine 1411. oženio se Jelenom, udovicom Đurđa II. Stracimirovića, čime je osigurao istočne granice svojih zemalja. Sudjelovao je u ubojstvu kneza Pavla Radinovića (1415.), što ga je dovelo u sukob s Radinovićevim sinovima. Zbog toga je zatražio pomoć od Osmanlija i uspio sačuvati svoje posjede. Od 1416. bio je najmoćniji velikaš u Bosni. Svoj dio posjeda u Konavlima, uključujući i Prevlaku, prodao je 1419. Dubrovčanima. U Dubrovniku je čuvao i svoje dragocjenosti. Godine 1423. ustupio je Mlečanima Kotor. Budući da nije ostavio potomstvo, njegovu prostranu baštinu naslijedio je najstariji nećak Stjepan Vukčić Kosača.